# Reinhard von Bendemann
Reinhard von Bendemann (* 4. Dezember 1961 in Düsseldorf) ist ein evangelischer Theologe und Professor am Lehrstuhl für Neues Testament und Judentumskunde der Ruhr-Universität Bochum.

## Leben
Reinhard von Bendemann studierte die Fächer Evangelische Theologie, Philosophie und Lateinische Philologie in Göttingen, Bern und Bonn. Nach dem Ersten Theologischen Examen absolvierte er sein Vikariat in Bad Neuenahr und war anschließend von 1990 bis 1994 Pastor in Ahrweiler und Sankt Augustin-Menden. Er arbeitete von 1994 bis 1999 als wissenschaftlicher Assistent bei Michael Wolter und wurde 1995 zum Doktor der Theologie promoviert. 1999 erhielt er die Lehrbefugnis in Evangelischer Theologie und war anschließend zwei Jahre lang  Lehrstuhlvertreter für Neues Testament in Bonn und Kiel. Seit November 2008 ist Reinhard von Bendemann ordentlicher Professor am Lehrstuhl für Neues Testament und Judentumskunde an der Ruhr-Universität Bochum.

## Werke
- Heinrich Schlier. Eine kritische Analyse seiner Interpretation paulinischer Theologie. Gütersloh 1995, ISBN 3-579-02004-8.
- Zwischen Doxa und Stauros. Eine exegetische Untersuchung der Texte des sogenannten Reiseberichts im Lukasevangelium. Berlin 2001, ISBN 3-11-016732-8.
- Christus Medicus. Die Krankheiten in den neutestamentlichen Heilungserzählungen. Neukirchen-Vluyn 2006, ISBN 3-7887-1917-6.